# Malchower SV
Der Malchower SV ist ein deutscher Sportverein aus Malchow im Landkreis Mecklenburgische Seenplatte. Heimstätte der Fußballabteilung ist der Waldsportplatz mit einer Zuschauerkapazität von 3000 Plätzen.

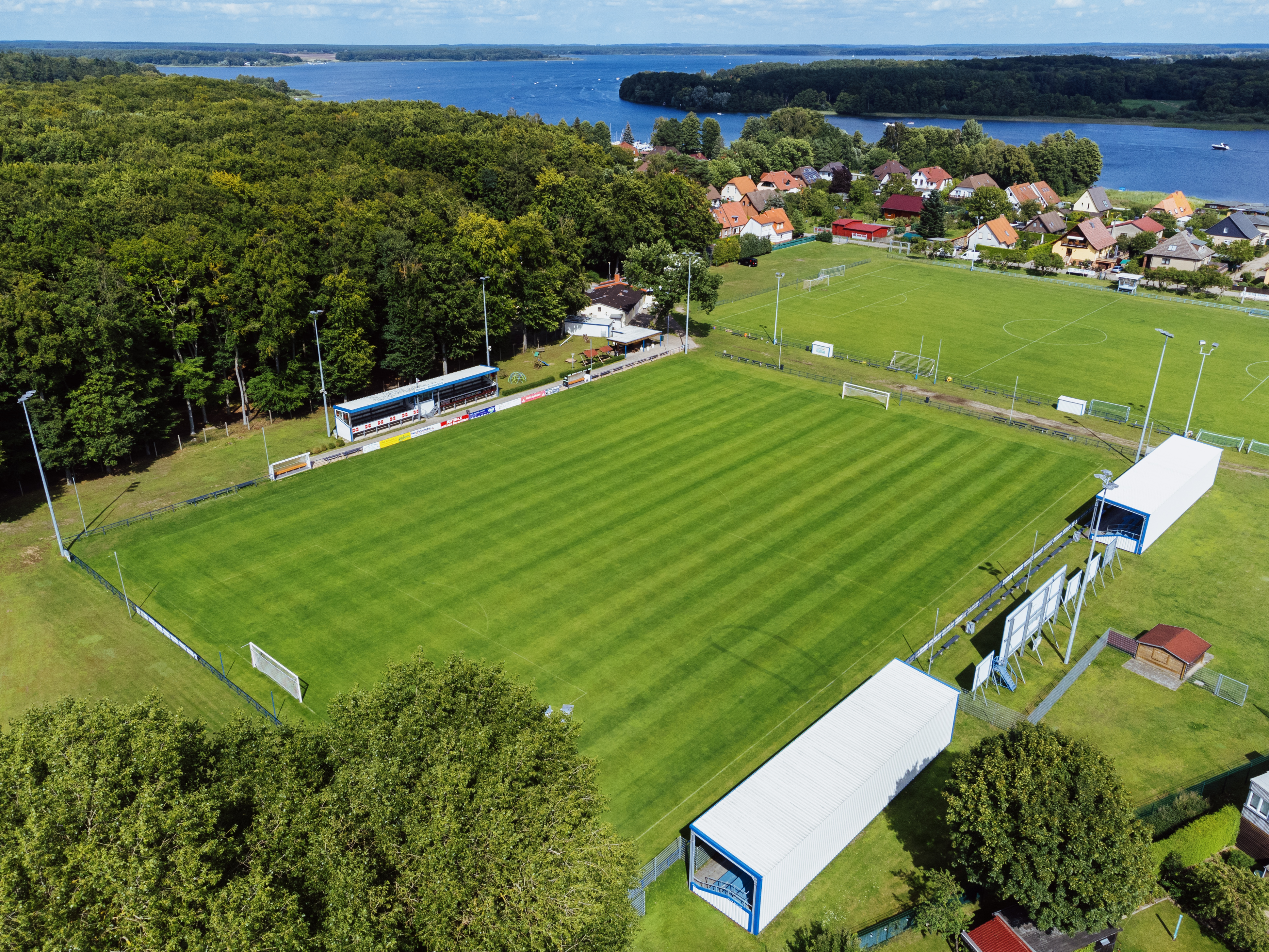
Blick auf den Waldsportplatz Malchow aus Südwestlicher Richtung

## Sektion Fußball
Der Malchower SV entstand im Jahr 1950 aus einer Fusion der BSG Tufama sowie der SG Malchow unter der Bezeichnung BSG Fortschritt Malchow. Die im DDR-Fußball eher unbekannte Betriebssportgemeinschaft spielte sportlich im höherklassigen Fußball keine Rolle, absolvierte aber in den 1950er und 1960er Jahren 10 Spielzeiten in der damals viertklassigen Bezirksliga Neubrandenburg. Von 1967 bis 1985 spielte man stets unterhalb der dann drittklassigen Bezirksliga. Erst 1990 konnte man sich erstmals wieder in der Bezirksliga behaupten.
1990 vollzog der Verein eine Umbenennung in Malchower SV 90 und wurde 1991 in die Landesliga eingegliedert. Der MSV hielt sich mit Ausnahme der Saison 1995/96 stets in der höchsten Spielklasse Mecklenburg-Vorpommerns, in welcher 2006 und 2007 hinter dem FC Schönberg 95 sowie dem Greifswalder SV 04 die Vizemeisterschaft eingefahren wurde. 2009 reichte die abermals errungene Vizemeisterschaft zum Aufstieg zur Oberliga Nordost, da der mecklenburgische Meister FC Schönberg 95 auf den Aufstieg zur Oberliga verzichtete. Die Saison 2012/13 beendete man auf Tabellenplatz 10. Nachdem der Club in der Saison 2013/14 vorübergehend abgeschlagen Tabellenletzter war, stellte er deshalb mit Christopher Stoll einen neuen Trainer ein und verstärkte sich mit zahlreichen Neuzugängen in der Winterpause. Damit gelang der Klassenerhalt. 2019 stiegen die Malchower wieder in die Verbandsliga ab.

## Statistik
- Teilnahme Oberliga Nordost: 2009/10 bis 2018/19
- Teilnahme Bezirksliga Neubrandenburg: 1955 bis 1964/65, 1966/67, 1985/86, 1988/89 bis 1990/91
- Mecklenburg-Vorpommern-Meister: 2023/24
- Teilnahme Landesliga/Verbandsliga Mecklenburg-Vorpommern: 1991/92 bis 1994/95, 1996/97 bis 2008/09, seit 2019/20